# 70-es évek
(Az 1970-es évek eseményei itt olvashatók.)
- Évszázadok: i. e. 1. század · 1. század · 2. század

Évtizedek: 20-as évek · 30-as évek · 40-es évek · 50-es évek · 60-as évek · 70-es évek · 80-as évek · 90-es évek · 100-as évek · 110-es évek · 120-as évek
Évek: 70 · 71 · 72 · 73 · 74 · 75 · 76 · 77 · 78 · 79

## Események
- 79. június 24. - Titus trónra lépése
- 79. augusztus 24. - A Vezúv kitörése, Pompeii és Herculaneum pusztulása.
- Némely vélekedés szerint Didakhé megírása is ekkoriban történt, nem a 2. század első felében.

## Híres személyek
- Titus római császár (79-81)
- Idősebb Plinius római író, polihisztor
- Szent Anacletus pápa (79?-88?)